# John Aston senior
John Aston, auch bekannt als John Aston senior, (* 3. September 1921 in Prestwich; † 31. Juli 2003 in Manchester) war ein englischer Fußballspieler. Der zumeist auf der linken Verteidigerposition und später als Mittelstürmer eingesetzte WM-Teilnehmer von 1950 war ausschließlich für Manchester United aktiv und stand dem Klub auch nach seiner aktiven Karriere bis in die 1970er-Jahre hinein in diversen Funktionen zur Verfügung. Sein gleichnamiger Sohn war ebenfalls Profifußballer und stand für „United“ in der Finalmannschaft, die 1968 den Europapokal der Landesmeister gewann.

## Sportliche Laufbahn
Ab dem Alter von 15 Jahren war Aston Teil der „Red Devils“ aus Manchester, nachdem er dem Klub im Jahr 1937 beigetreten war. Wie vielen hoffnungsvollen Talenten wurde auch dem aus Prestwich stammenden Neuling durch den Zweiten Weltkrieg ein Großteil einer möglichen Fußballerlaufbahn „geraubt“; stattdessen diente Aston seinem Land im Mittleren Osten bei den Royal Marines. Der Verband der Football League nahm zur Saison 1946/47 ihren offiziellen Betrieb wieder auf und gut zwei Wochen nach seinem 25. Geburtstag debütierte Aston am sechsten Spieltag gegen den FC Chelsea, das mit einem 1:1-Remis endete. Hatte er bei seinem Einstand noch als trickreicher Innenstürmer auf sich aufmerksam gemacht, so testete ihn Trainer Matt Busby anschließend auf der Außenläuferposition, bevor er letztlich als linker Verteidiger seine Stammposition fand und dort vor allem mit dem Iren Johnny Carey eine effektive Partnerschaft in der Verteidigung bildete – Busby hatte großen Wert darauf gelegt, dass seine Verteidiger neben der physischen Stärke, Ausdauerfähigkeit und Schnelligkeit auch technische Fertigkeiten mit sich brachten.
Die auf spielerische Qualitäten ausgerichtete Mannschaft zeigte attraktiven Fußball, wenngleich mit drei Vizemeisterschaften in Folge zwischen 1947 und 1949 der „große Wurf“ in der Liga noch ausblieb. Der größte Erfolg in der zweiten Hälfte der 1940er-Jahre war der Gewinn des FA Cups im Jahr 1948, zu dem auch Aston einen wesentlichen Beitrag leistete. Sein direkter Kontrahent im Finale gegen den FC Blackpool war mit Stanley Matthews der mutmaßlich beste englische Spieler zu dieser Zeit. Aston neutralisierte Matthews weitgehend; diesem gelang kein Treffer und United siegte im Wembley-Stadion mit 4:2. Seine Leistungen im Pokalwettbewerb machten ihn auch für die englische Nationalmannschaft interessant und so kam er am 26. September 1948 beim torlosen Remis gegen Dänemark zum ersten A-Länderspiel. In den folgenden zwei Jahren war Aston dann sogar Stammspieler bei den „Three Lions“, wobei er zumeist auf der Linksverteidigerposition eingesetzt wurde und nur sporadisch – wenngleich von Aston selbst bevorzugt – auf der rechten Außenbahn zum Zuge kam. Er war Teil des englischen Kaders, der 1950 erstmals an einer Fußball-Weltmeisterschaft teilnahm und stand in der Elf, die nach einem 2:0-Auftaktsieg gegen Chile sensationell gegen die USA mit 0:1 verlor. Dies war gleichzeitig Astons letzter Auftritt bei der WM-Endrunde und sein vorletztes Länderspiel überhaupt.
Wegweisend in der weiteren sportlichen Entwicklung war die Mitte der Saison 1950/51, als Aston bei United den verletzten Mittelstürmer Jack Rowley vertrat und in 22 Pflichtpartien 15 Treffer erzielte. Zwar kehrte er nach Rowleys Genesung wieder auf die Linksverteidigerposition zurück, aber seinen Stammplatz in der Nationalmannschaft hatte er mit dieser Umstellung verloren, da dem damals hauptverantwortlichen Walter Winterbottom Astons fehlende Praxis als Abwehrspieler missfiel. Daran änderte auch die Tatsache nichts, dass Aston mit Manchester United im Jahr 1952 auf dem angestammten Posten die englische Meisterschaft gewann. Nach einer Tuberkuloseerkrankung endete Astons aktive Karriere im Jahr 1954 nach insgesamt 282 Pflichtspielen und 30 Toren.

## Nach der aktiven Karriere
Der als bescheiden und bodenständig geschätzte Aston blieb Manchester United auch nach seiner Fußballerlaufbahn lange treu. Dabei war er zunächst im Trainerstab von Matt Busby aktiv und leistete nach dem Tod von Bert Whalley bei der Flugzeugkatastrophe in München als neuer Jugendtrainer einen wesentlichen Beitrag zur Entwicklung der berühmten „Busby Babes“ der 1950er- und 1960er-Jahre. Dabei erlebte er 1968 auch den Gewinn des Europapokals der Landesmeister mit, in dessen Finale sein gleichnamiger Sohn aktiv mitwirkte. Anhaltende Knieprobleme sorgten dafür, dass er 1970 die tägliche Trainingsarbeit auf dem Platz gegen die Funktion des „Chef-Scouts“ im Verein eintauschte.
Als sich Manchester United in der Saison 1972/73 unverhofft in Abstiegsgefahr manövrierte, musste Aston – wie in erster Linie der damalige Trainer Frank O’Farrell – den Verein verlassen. Sein Herzblut für United verlor dieser trotz der persönlichen Enttäuschung aber nicht und als Talentesichter war er kurze Zeit später noch für Luton Town und Birmingham City aktiv.
Nach dem Rückzug aus dem Fußballgeschäft arbeitete er mit seinem Sohn in einem Tierfuttergeschäft. Im Alter von 81 Jahren verstarb Aston, der noch zwei weitere Töchter hinterließ.

## Erfolge/Titel
- Englische Meisterschaft: 1952
- Englischer Pokal: 1948